# Diario Oficial de la Unión
El Diario Oficial de la Unión (en portugués Diário Oficial da União) es una publicación oficial del gobierno de Brasil cuya competencia es publicar la literatura de los actos del gobierno federal del país.

## Historia
El Diario Oficial fue creado por medio de la Ley Imperial N° 1.177, sancionada por el emperador Pedro II, el 9 de septiembre de 1862 y el primer número circuló el 1 de octubre de 1862, cuando el gobierno brasileño, a través de una deliberación del Marqués de Olinda, pasa a divulgar los actos legales a través del Diario Oficial.

## Véase también

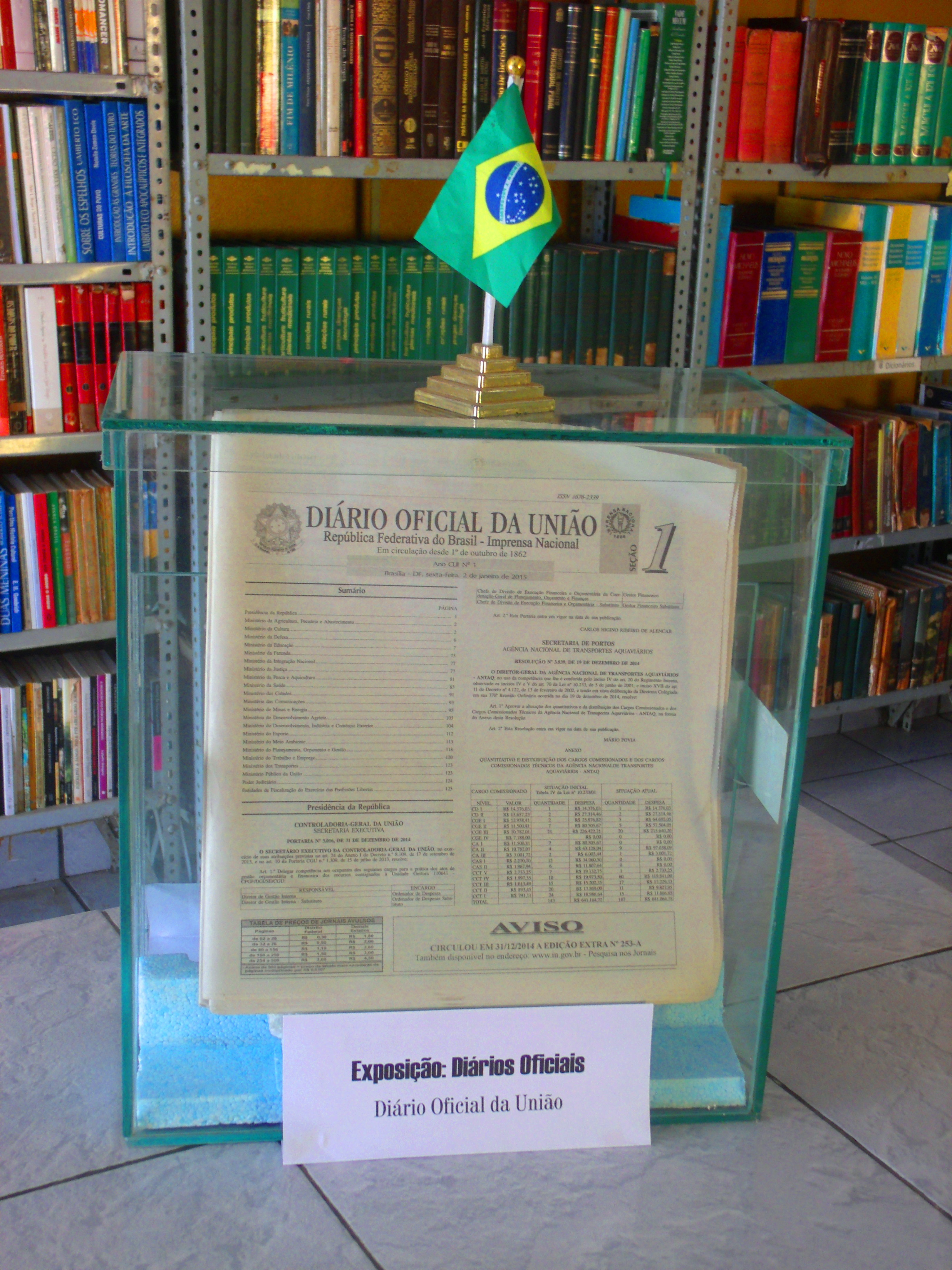
Edición de 2 de enero de 2015 en exposición en una biblioteca municipal